# Trindade
Trindade és una ciutat del Brasil de l'estat de Goiás. Amb una població d'119.385 habitants el 2016.
|  |  |  |